# Departamento Apóstoles
Apóstoles es un departamento en el sudeste de la provincia de Misiones, Argentina. Su cabecera es la localidad homónima.
Limita con los departamentos de Capital, Leandro N. Alem, Concepción, con la provincia de Corrientes y la República Federativa del Brasil.
El departamento tiene una superficie de 1.035 km², equivalente al 3,48 % del total de la provincia.

## Población
Su población fue de 51 169 habitantes, según el censo 2022 (INDEC) frente a los 50.597 habitantes (Indec,2010) del censo anterior, lo que representó un incremento del 19,8% mayor al crecimiento provincial que fue del 16,1%.Estos datos le valieron tener la novena mayor población de la provincia.

## Educación y sociedad
En la localidad de Apóstoles se encuentra la escuela secundaria rural mediada por tecnología, ubicada en el barrio rural a 3 kilómetros del cono urbano.